# Gonçalo Rodrigues Girão, mestre da Ordem de Santiago

Símbolo da Ordem de São Tiago.

Gonçalo Rodrigues Girão (? - 1280) foi um nobre do Reino de Castela e o 17.º Mestre da Ordem de São Tiago.

## Biografia
Foi filho de Gonçalo Rodrigues Girão  e de Teresa Arias Quesada. Os seus avós paternos foram Gonçalo Rodrigues Girão (morto em 1231), senhor de Frechilla e de Autillo de Campos, mordomo-mor do rei Afonso VIII de Castela e o fundador do Hospital de la Herrada. Os seus avós maternos foram Arias Gonçales de Quesada e Maria Froilaz.
Casou com Elvira Dias de Castanheda, filha de Diogo Gomes de Castanheda e de Mór Álvares.
Entrou para a Ordem de Santiago e foi o comendador de Ocaña, do Reino de Leão e do Reino de Castela.
Em 1274 concedeu foro ao municipio de Montiel. Em 1275 ocupou o cargo de Mestre da Ordem de Santiago em sucessão de Paio Peres Correia. Este mesmo ano assinou um acordo de privilégio em que entregava de por vida aldeias aos cavaleiros que as fundasem, impulsionado assim o repovoamento de áreas desabitadas e a fundação de novas localidades.
Veio a falecer em consequência feridas recebidas no Desastre de Moclín, nome com ficou conhecido a Batalla de Moclín ocorrida no dia 23 de junho de 1280, nas cercanias do municipio granadino de Moclín, onde perderam a vida mais de 2.800 homens, sendo na sua grande maioria membros da Ordem de Santiago. Foi sepultado no município de Alcaudete.  

## Relações familiares
Foi filho de Gonzalo Rodriguez Girão e de Teresa Arias Quesada. Casou com Berengária Martines, de quem teve:
- Gonçalo Ruiz Girão, senhor de San Román e casado com Elvira Dias de Castanheda filha de Diogo Gomes de Castanheda e de Mór Álvarez;
- Maria Girão, casada com Álvaro Peres de Gusmão que foi alcaide-mor de Sevilha e filho de Pedro Nunes de Gusmão, adiantado-mór de Castela e senhor de Derruña  e San Román, e de D. Teresa Rodrigues Brizuela.